# Gibasis gypsophila
Gibasis gypsophila là một loài thực vật có hoa trong họ Commelinaceae. Loài này được B.L.Turner mô tả khoa học đầu tiên năm 1993.